# اشتراكية العالم الثالث
كانت اشتراكية العالم الثالث أحد أشكال الاشتراكية طوّرت من قبل كلّ من كوامي نكروما، موديبو كييتا Modibo Keïta، أحمد سيكو توري، فيديل كاسترو، يوليوس نيريري Julius Nyerere، صلاح الدين البيطار، ميشيل عفلق، جمال عبد الناصر، خوان بيرون Juan Perón، جواهر لال نهرو Jawaharlal Nehru، سوكارنو Sukarno، ديفيد بن غوريون، معمر القذافي، ذو الفقار علي بوتو Zulfikar Ali Bhutto، البوذيّة، والتر ليني Walter Lini، وغيرهم من القادة الاشتراكيين من العالم الثالث الذين رؤوا في النسخة غير السوفييتية من الاشتراكية الحلّ للوصول إلى أمّة قويّة ومتقدمة. يمكن القول أنّ القيادة الجديدة في أمريكا اللاتينيّة التي انتهجت «التوجّه نحو اليسار» (انظر الاشتراكية في القرن الواحد والعشرين)، والمعادية لأمريكا، ترتبط مع أوروبا الشرقية الأقل تطوراً، بمعنى أنّ اتحاد البلدان غير المتطوّرة/النامية والبلدان المؤيّدة للعروبة/الإسلاموية، هو نوع جديد من اشتراكيّة العالم الثالث. يمكن وصف اشتراكية العالم الثالث بأنّها شكل فكري محدد لعولمة العالم الثالث، وتتألّف من الاشتراكيّة الإفريقيّة، والاشتراكية العربية، والناصرية، والبيرونية، والنهروية، والصهيونية العمّالية، والاشتراكية الإسلاميّة، [ملاحظة 1] الاشتراكيّة البوذيّة والاشتراكيّة الميلانيزيّة.

## الاشتراكية الإفريقية
كان قادة الاشتراكية الإفريقية هم يوليوس نيريري أول رئيس لتنزانيا بعد الاستقلال، وهو من صاغ مفهوم الأوجاما Ujamaa، ووحّد الأرض، وكوامي نكروما Kwame Nkrumah، أوّل رئيسٍ لغانا، وأحد آباء حركة عدم الانحياز، وكان مؤيّداً لسياسات تخطيط الدولة مثل الخطط الخمسيّة ووكالة تنظيم صادرات الكاكاو، وقد تطوّرت نظريته عن الاشتراكية الأفريقية في العديد من الخطب والكتابات السياسيّة، وموديبو كيتا Modibo Keita، رئيس دولة مالي؛ وأحمد سيكو توري، رئيس دولة غينيا.

## الاشتراكية العربية
أهمّ الشخصيات الاشتراكية العربية هم جمال عبد الناصر، أول رئيس لمصر، وهو من قام بتأميم قناة السويس، وحزب البعث، الذي أسّسه ميشيل عفلق في سوريا، والذي اكتسب شعبيّةً كبيرة في جميع أنحاءِ العالمِ العربيّ ووصل إلى الحكم في سوريا وبقي كذلك حتّى الآن، وظلّ حاكماً في العراق حتى عام 2003.

## الاشتراكية في الشرق الأوسط
شهدت إيران فترة قصيرة من اشتراكية العالم الثالث في ذروة صعود «حزب توده» بعد تنازل رضا شاه واستبداله من قبل ابنه محمد رضا بهلوي (على الرغم من أن الحزب لم يصل إلى السلطة). بعد الفشل في الوصول إلى السلطة، تم استبدال هذا الشكل من أشكال الاشتراكية في العالم الثالث بحركة إيرانية قومية شعبية غير منحازة تابعة لحزب الجبهة الوطنية واعتُبرت القوّة الرئيسية المناهضة للنظام الملكيّ في إيران، ووصلت إلى السلطة عام 1940 حتّى 1953 وبقيت بهذه القوّة حتّى عندما أصبحت حركة معارضة (بعد إسقاط المصدق) إلى أن ظهرت الإسلامويّة والثورة الإسلامية في إيران. تحرّك بعدها أتباع حزب توده نحو الشيوعيّة الاشتراكيّة.
يمكن إضافة «الإيديولوجيّة الكماليّة» إلى قائمة الحركات الاشتراكيّة في الشرق الأوسط فقد ظهرت الكماليّة قبل أن يتمّ إنشاءُ فكرةِ العالمِ الثالث في فترة ما بعد الحرب العالمية الثانية، أضافت الكماليّةُ نزعةً شعبيّةً إلى المعادلة وهو مالم يفعله بعض اشتراكيّي العالم الثالث (ليس من ضمنهم جمال عبد الناصر وناكروما). وتعد تركيّا دولةً أكثرَ تطوّراً من المفهوم التقليديّ لدول العالم الثالث لكن ولاستخدامها كنموذج للحكومة بعد حرب الاستقلال التركية لإعادة بناء البلاد وإنعاشها بعد عصور التخلّف التي عانت فيها تحت راية الولاية العثمانية، منتجةً دولةً قويّة في مواجهة احتماليّة الاستعمار الأوروبي، منذ ستينيات القرن الماضي وحتّى الآن يمكن اعتبار تركيا نموذجاً من نماذج الحركات الاشتراكية في العالم الثالث، أثّرت اشتراكية العالم الثالث والمعتقدين بها أيضاَ على الكمالية اليسارية.
كانت كلّ من التجربة الكمالية، واشتراكية فابيان (والديمقراطيّة الاجتماعيّة بشكلٍ عام) والنظام الشيوعي الرئيسي للعالم الثالث، وجمهورية الصين الشعبية، من كبار المؤثّرين على الحركة. تأثّرت معظم هذه الأنظمة في وقتٍ أو بآخر برجال أقوياء أو قادة كبار أو أنظمة ذات حزب واحد على الرغم من كونها مستوحاة من الديمقراطيّة الاجتماعيّة. معظم الأنظمة الاشتراكيّة في العالم الثالث هي من أتباع الإصلاحية الديموقراطية الاجتماعية التي (عادة ما تكون موجّهة للدولة)، وتفضّلها على الثورة، على الرغم من أنّ بعض تلك الأنظمة تتبنّى نوعاً ما موقفاً ثورياً دائماً بشأن التقدم الاجتماعي نحو مجتمع اشتراكي.

## اشتراكية أمريكا اللاتينية
يجادل العديدُ من المفكرين في أمريكا اللاتينية بأنّ الولايات المتحدة استخدمت دول أمريكا اللاتينية كـ «اقتصادات هامشيّة» وذلك على حساب التنمية الاجتماعيّة والاقتصاديّة في تلك البلدان، الأمر الذي اعتبره كثيرون امتدادًا للاستعمار الجديد والإمبريالية الجديدة. أدّى هذا التحوّل في التّفكير إلى التصاعد في الحوار المتعلّق بكيفيّة تمكّن أمريكا اللاتينية من تأكيد استقلالها الاجتماعي والاقتصادي عن الولايات المتحدة. ناقش العديد من الباحثين فكرة أنّ التحول إلى الاشتراكيّة يمكن أن يساعد في تحرير أمريكا اللاتينيّة من هذا النزاع.
برزت مجموعة اليسار الجديد في أمريكا اللاتينية، وسعت هذه المجموعة إلى تجاوز الجهود الماركسية - اللينينية القائمة على تحقيق المساواة الاقتصادية والديمقراطيّة لتشمل الإصلاح الاجتماعي ومعالجة القضايا الفريدة لأمريكا اللاتينيّة مثل المساواة العرقية والإثنية وحقوق السكان الأصليين والقضايا البيئية. من الحركات الشهيرة التي أيدت اليسار الجديد الثورة الكوبية في عام 1959، وانتصار الثورة الساندينية في نيكاراغوا عام 1979، وحكومة حزب العمال في مدينة بورتو أليغري البرازيلية عام 1990، وغيرها الكثير.
لعبت كوبا دوراً أساسيّاً في نشر الاشتراكيّة لبقية أمريكا اللاتينية بسبب قربها واتصالها التاريخي القوي مع الولايات المتّحدة. وصف تشي جيفارا كوبا بأنها «ضوء موجِّه» لدول أمريكا اللاتينيّة التي وقعت في صراع بين الإمبرياليّة والاشتراكيّة. نقل جيفارا في خطابه «حول الطب الثوري»، قصص رحلاته عبر أمريكا اللاتينية والبؤس والجوع والمرض الذي شَهِدَه وشرح كيف يمكن للتحوّل إلى الاشتراكيّة أن يساعد في تخفيف هذه الصراعات. قام فيدل كاسترو وتشي غيفارا بتنفيذ السياسات اليسارية في كوبا أثناء دمج السياسات التي تهدف إلى معالجة القضايا الاجتماعيّة كجزء من اليسار الجديد. كان المسؤولون الكوبيون يعتزمون من كوبا تحفيز الثورات اليسارية المشابهة في بقيّة بلدان أمريكا اللاتينية، وهو ما اعتُبِر «نضالاً تحررياً» شائعا، في بلدان مثل فنزويلا وبوليفيا ونيكاراغوا.
شكّل موقف الاشتراكيّة في العالم الثالث في حالة خوان بيرون Juan Perón (رئيس الأرجنتين المنتخب لثلاث دورات رئاسيّة) تغييراً أكثر راديكاليّة من الشعبوية التي انضمّت إلى العالم الثالث، وحركة عدم الانحياز Non-Aligned Movement (ما أطلق عليه بيرون «المركز الثالث»)، مع تدخّل حكومي هامّ للتنمية، مثل الخطط الخُمسيّة، وتأميم السكك الحديدية والموانئ والبنوك، وإنشاء وكالة لتنظيم صادرات الحبوب (IAPI) (The Argentine Institute for the Promotion of Trade) وإنشاء دولة الرفاهيّة الحديثة. لم يحدّد بيرون نفسه أو مذهبه كـ «اشتراكي» خلال فترات رئاسته الأولى (1946-1952 و 1952-1955) بالرّغم من سياساته التقدمية، لكنّه فعل ذلك في وقت لاحق خلال منفاه وخلال رئاسته الثالثة (1973-1974) عندما صاغ مصطلح «الاشتراكية القومية»، كنهجٍ أرجنتيني للاشتراكية، والتي وصفها بأنها ديمقراطيّة اجتماعيّة تم تصميمها بشكل أساسي بعد «النموذج السويدي»، كما استلهمت من نماذج أخرى من دول عدم الانحياز، ونماذج اشتراكيّة في العالم الثالث مثل الناصرية والاشتراكية المسيحية وسياسات الشركات الأوروبية الفاشيّة في أعوام 1920 و1930 و1940.